# Calevi Tenhovaara

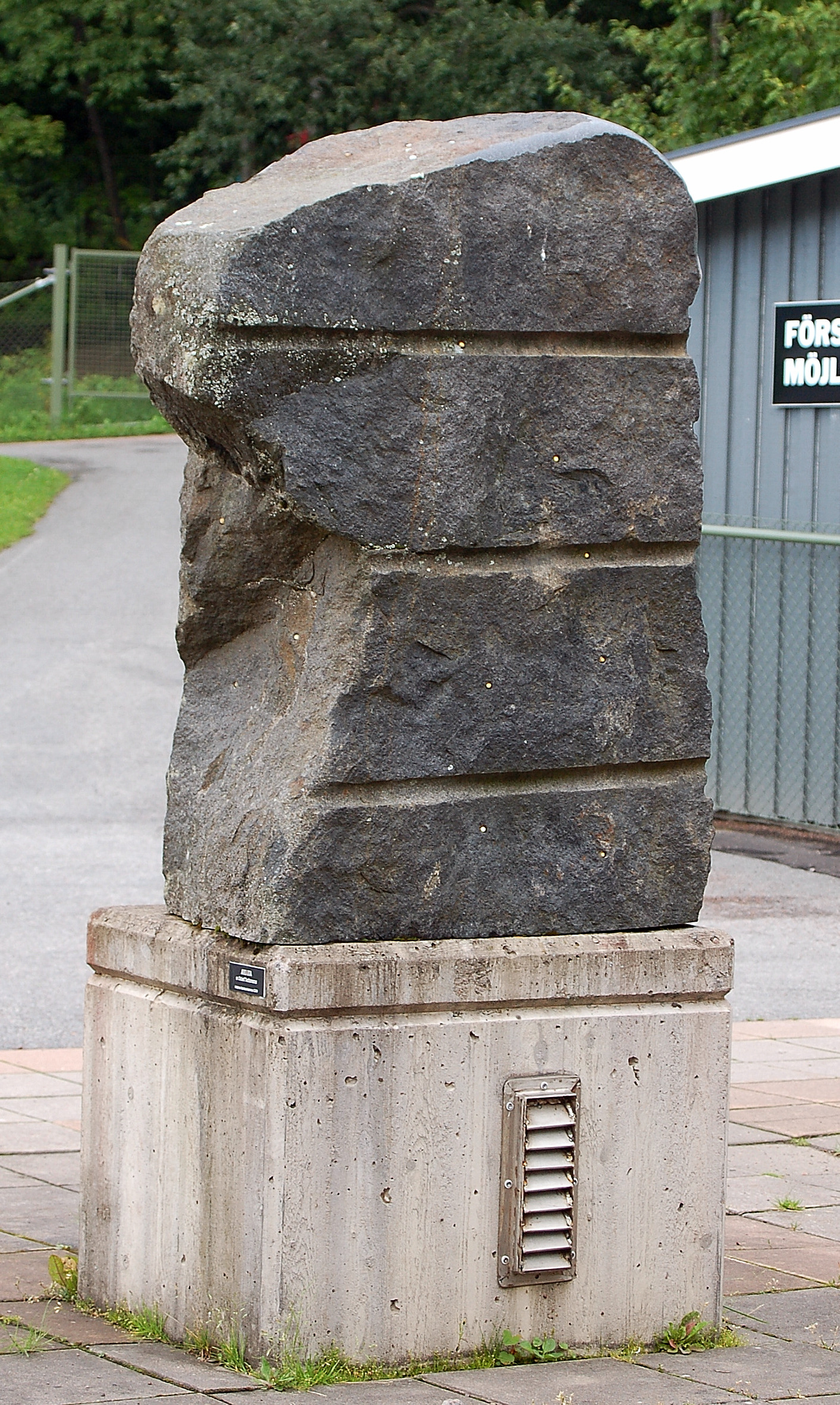
Aniara tolkad av Calevi Tenhovaara i Molkom

Keijo Calevi (Kalevi) Tenhovaara, född 23 december 1940 i Tammerfors, död 2009, var en finländsk-svensk skulptör och målare.
Han var son till fotografen Arne Tenhovaara och Elfried Hackel och gift med Eevi Maria Hautala. Tenhovaara utbildade sig till ädelstensslipare 1957–1961 och i silversmide vid olika kursverksamheter men är som målare och skulptör autodidakt. Han genomförde ett antal studieresor till bland annat Danmark, Tyskland och Norge 1959–1964 och bosatte sig därefter i Sverige. Separat ställde han bland annat ut på Galerie Christinæ i Göteborg och i Borås. Han medverkade med skulpturer på utställningar vid Konstforum i Köpenhamn. Han är representerad med ett flertal offentliga skulpturer i Sverige och med en järnskulptur vid Hirtshals yrkesskola i Danmark samt utsmyckningar för Esso hotell i Göteborg, Studentkåren i Göteborg, Hagfors bibliotek och Taserudskolan i Arvika. Hans skulpturer är utförda i koppar, mässing, järn och sten. Tenhovaara är representerad vid Tammerfors museum, Halmstads museum, Värmlands museum
, Hirtshals museum, Århus museum, Värmlands läns landsting, Kronobergs läns landsting, Gotlands läns landsting, Älvsborgs läns landsting samt ett flertal kommuner i Sverige, Norge och Danmark.